# 웨스트코스트구

웨스트코스트구

웨스트코스트구(West Coast Division)는 감비아의 구로 행정 중심지는 브리카마이며 면적은 1,764km2, 인구는 529,280명(2010년 기준)이다. 9개의 하위 행정 구역(포니빈탕카레나이, 포니본달리, 포니브레페트, 포니자롤, 포니칸살라, 콤보노스/세인트메리, 콤보사우스, 콤보센트럴, 콤보이스트)을 관할한다.
북서쪽으로는 반줄, 북동쪽으로는 로어리버구와 접하고 있고 동쪽과 남쪽으로는 세네갈과 국경을 접한다. 북쪽으로는 감비아강, 서쪽으로는 대서양과 접한다.